# X (album d'Ed Sheeran)
Pour les articles homonymes, voir X.
Albums de Ed Sheeran
+
(2011) ÷
(2017)

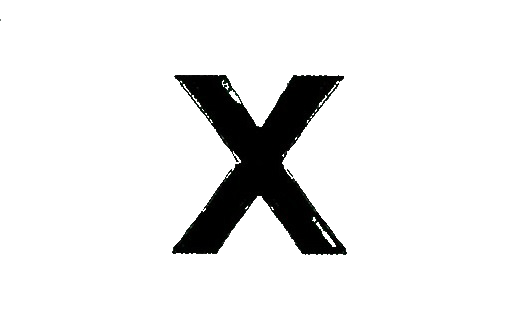
Logo de l'album X (multiply)

x (« multiply ») est le deuxième album du chanteur Ed Sheeran, sorti le 20 juin 2014 en Australie et en Nouvelle-Zélande, puis le 23 juin 2014 dans le reste du monde.
L'album, écoulé à 14 millions de copies dans le monde, a été soutenu par les singles Sing, Don't, Thinking Out Loud, Bloodstream et Photograph.

## Liste des titres
| X — Édition Standard, | X — Édition Standard, | X — Édition Standard,                            | X — Édition Standard,         | X — Édition Standard, | X — Édition Standard, | X — Édition Standard, | X — Édition Standard, | X — Édition Standard, | X — Édition Standard, |
| No                    | Titre                 | Auteur                                           | Producteur(s)                 | Durée                 |                       |                       |                       |                       |                       |
| --------------------- | --------------------- | ------------------------------------------------ | ----------------------------- | --------------------- | --------------------- | --------------------- | --------------------- | --------------------- | --------------------- |
| 1.                    | One                   | Ed Sheeran                                       | Jake Gosling                  | 4:13                  |                       |                       |                       |                       |                       |
| 2.                    | I'm a Mess            | Sheeran                                          | Gosling                       | 4:06                  |                       |                       |                       |                       |                       |
| 3.                    | Sing                  | - Sheeran - Pharrell Williams                    | Williams                      | 3:55                  |                       |                       |                       |                       |                       |
| 4.                    | Don't                 | - Sheeran - Benjamin Levin                       | - Rick Rubin - Benny Blanco   | 3:39                  |                       |                       |                       |                       |                       |
| 5.                    | Nina                  | - Sheeran - Johnny McDaid                        | Gosling                       | 3:43                  |                       |                       |                       |                       |                       |
| 6.                    | Photograph            | - Sheeran - McDaid                               | - Jeff Bhasker - Emile Haynie | 4:18                  |                       |                       |                       |                       |                       |
| 7.                    | Bloodstream           | - Sheeran - McDaid - Gary Lightbody - Rudimental | Rubin                         | 4:59                  |                       |                       |                       |                       |                       |
| 8.                    | Tenerife Sea          | - Sheeran - McDaid - Foy Vance                   | Rubin                         | 4:00                  |                       |                       |                       |                       |                       |
| 9.                    | Runaway               | - Sheeran - Williams                             | Williams                      | 3:26                  |                       |                       |                       |                       |                       |
| 10.                   | The Man               | Sheeran                                          | Gosling                       | 4:09                  |                       |                       |                       |                       |                       |
| 11.                   | Thinking Out Loud     | - Sheeran - Amy Wadge                            | Gosling                       | 4:41                  |                       |                       |                       |                       |                       |
| 12.                   | Afire Love            | - Sheeran - McDaid - Vance                       | McDaid                        | 5:14                  |                       |                       |                       |                       |                       |
| 50:05                 |                       |                                                  |                               |                       |                       |                       |                       |                       |                       |

| X — Édition Deluxe, | X — Édition Deluxe,        | X — Édition Deluxe, | X — Édition Deluxe, | X — Édition Deluxe, | X — Édition Deluxe, | X — Édition Deluxe, | X — Édition Deluxe, | X — Édition Deluxe, | X — Édition Deluxe, |
| No                  | Titre                      | Auteur              | Producteur(s)       | Durée               |                     |                     |                     |                     |                     |
| ------------------- | -------------------------- | ------------------- | ------------------- | ------------------- | ------------------- | ------------------- | ------------------- | ------------------- | ------------------- |
| 13.                 | Take It Back               | - Sheeran - McDaid  | Rubin               | 3:28                |                     |                     |                     |                     |                     |
| 14.                 | Shirtsleeves               | Sheeran             | Gosling             | 3:09                |                     |                     |                     |                     |                     |
| 15.                 | Even My Dad Does Sometimes | - Sheeran - Wadge   | Gosling             | 3:48                |                     |                     |                     |                     |                     |
| 16.                 | I See Fire                 | Sheeran             | Sheeran             | 4:57                |                     |                     |                     |                     |                     |
| 65:27               |                            |                     |                     |                     |                     |                     |                     |                     |                     |

| X — Deluxe physical edition, | X — Deluxe physical edition, | X — Deluxe physical edition, | X — Deluxe physical edition, | X — Deluxe physical edition, | X — Deluxe physical edition, | X — Deluxe physical edition, | X — Deluxe physical edition, | X — Deluxe physical edition, | X — Deluxe physical edition, |
| No                           | Titre                        | Auteur                       | Producteur(s)                | Durée                        |                              |                              |                              |                              |                              |
| ---------------------------- | ---------------------------- | ---------------------------- | ---------------------------- | ---------------------------- | ---------------------------- | ---------------------------- | ---------------------------- | ---------------------------- | ---------------------------- |
| 17.                          | All of the Stars             | - Sheeran - McDaid           | McDaid                       | 3:55                         |                              |                              |                              |                              |                              |
| 69:22                        |                              |                              |                              |                              |                              |                              |                              |                              |                              |